# Суд (тарот карта)
Суд (XX), или у неким шпиловима Пресуда, је тарот карта, део Велике Аркане која се обично састоји од 22 карте.

## Значења карата
- Пресуда
- Препород
- Унутрашње позивање
- Опрост [1]
- Карма [2]
- Узрочност [2]
- Друга шанса [2]

## Опис
Традиционална илустрација је направљена по узору на хришћанске слике Васкрсења и Страшног суда. Анђео, могуће Метатрон, вероватно Исрафил, приказан је како дува у велику трубу, са које виси застава Светог Ђорђа, што се односи на 15. поглавље Прве посланице Коринћанима. Група васкрслих људи (мушкарац, жена и дете) жутог тена стоји раширених руку и са страхопоштовањем гледа у анђела. Успавани мртваци излазе из гробова или крипти, позивајући се на Књигу Откривења, поглавље 20, где море предаје своје мртве. У позадини су снегом прекривене планине које указују на зимску тему, сличну Пустињаку, као симболичан завршетак.

## Алтернативни шпилови
- У Тот тарот шпилу, Пресуда се помиње као Еон и укључује сликовне приказе Нуита, Хадита и Ра-Хор-Хуита и Харпократа.